# Narval Peak
Der Narval Peak ist ein rund 600 m hoher Berg auf Südgeorgien im Südatlantik. Auf der Thatcher-Halbinsel ragt er südlich des Petrel Peak und nordwestlich des Gull Lake auf.
Wissenschaftler des South Georgia Survey benannten ihn 1957. Namensgeber ist vermutlich der argentinische Walfänger Narval.